# Pan Pacific Open

10tisícový centrkurt se zatahovací střechou

Pan Pacific Open, oficiálně Toray Pan Pacific Open (japonsky 東レ・パン・パシフィック・テニス, Tóre-pan-pašifikku-tenisu), je profesionální tenisový turnaj žen hraný na přelomu září a října v japonském hlavním městě Tokiu. Na okruhu WTA Tour od roku 2021 patří do kategorie WTA 500. Generálním partnerem je od 70. let dvacátého století japonský chemický koncern Toray Industries.
Turnaj byl založen v roce 1976. Od roku 1993 patřil do kategorie Tier I. Po reorganizaci v sezóně 2009 se zařadil do kategorii Premier. V jejím rámci se hrál mezi lety 2009–2013 v úrovni Premier 5. Od sezóny 2014 však tato licence přešla na nově založený Wuhan Open ve Wu-chanu, a tokijská událost získala pořadatelství od zrušeného turnaje Southern California Open na nižší úroveň Premier 700.
Událost původně probíhala na kobercovém povrchu kryté haly Tokyo Metropolitan Gymnasium. V důsledku Letních olympijských her 2008 byl únorový termín v kalendáři posunut na září. Dějištěm se v roce 2008 stal Tenisový park Ariake, kde se hraje na dvorcích s tvrdým povrchem. Pro letní olympiádu 2020 podstoupil areál rekonstrukci včetně výstavby stadionu č. 1. Centrální aréna Ariake Coliseum se zatahovací střechou má kapacitu 10 tisíc diváků. Díky olympijské modernizaci se turnaj v sezóně 2018 odehrál v Tačikawě a o rok později v Ósace. V letech 2020 a 2021 se nekonal pro koronavirovou pandemii. V roce 2022 se vrátil na dvorce Tenisového parku Ariake.
Nejvyšší počet pěti singlových titulů vyhrála mezi lety 1997–2007 Švýcarka Martina Hingisová, která navíc třikrát odešla jako poražená finalistka.

## Dějiště
- 1984–2007: Tokyo Metropolitan Gymnasium
- 2008–2017: Ariake Coliseum
- 2018: Arena Tachikawa Tachihi (Tačikawa)
- 2019: Tenisové centrum Ucubo (Ósaka)
- od 2022: Ariake Coliseum

## Přehled finále

### Dvouhra
| Rok  | vítězka                           | finalistka                        | výsledek                          |
| ---- | --------------------------------- | --------------------------------- | --------------------------------- |
| 2024 | Čeng Čchin-wen                    | Sofia Keninová                    | 7–6(7–5), 6–3                     |
| 2023 | Veronika Kuděrmetovová            | Jessica Pegulaová                 | 7–5, 6–1                          |
| 2022 | Ljudmila Samsonovová              | Čeng Čchin-wen                    | 7–5, 7–5                          |
| 2021 | nehráno kvůli pandemii koronaviru | nehráno kvůli pandemii koronaviru | nehráno kvůli pandemii koronaviru |
| 2020 | nehráno kvůli pandemii koronaviru | nehráno kvůli pandemii koronaviru | nehráno kvůli pandemii koronaviru |
| 2019 | Naomi Ósakaová                    | Anastasija Pavljučenkovová        | 6–2, 6–3                          |
| 2018 | Karolína Plíšková                 | Naomi Ósakaová                    | 6–4, 6–4                          |
| 2017 | Caroline Wozniacká                | Anastasija Pavljučenkovová        | 6–0, 7–5                          |
| 2016 | Caroline Wozniacká                | Naomi Ósakaová                    | 7–5, 6–3                          |
| 2015 | Agnieszka Radwańská               | Belinda Bencicová                 | 6–2, 6–2                          |
| 2014 | Ana Ivanovićová                   | Caroline Wozniacká                | 6–2, 7–6(7–2)                     |
| 2013 | Petra Kvitová                     | Angelique Kerberová               | 6–2, 0–6, 6–3                     |
| 2012 | Naděžda Petrovová                 | Agnieszka Radwańská               | 6–0, 1–6, 6–3                     |
| 2011 | Agnieszka Radwańská               | Věra Zvonarevová                  | 6–3, 6–2                          |
| 2010 | Caroline Wozniacká                | Jelena Dementěvová                | 1–6, 6–2, 6–3                     |
| 2009 | Maria Šarapovová                  | Jelena Jankovićová                | 5–2skreč                          |
| 2008 | Dinara Safinová                   | Světlana Kuzněcovová              | 6–1, 6–3                          |
| 2007 | Martina Hingisová                 | Ana Ivanovićová                   | 6–4, 6–2                          |
| 2006 | Jelena Dementěvová                | Martina Hingisová                 | 6–2, 6–0                          |
| 2005 | Maria Šarapovová                  | Lindsay Davenportová              | 6–1, 3–6, 7–6(7–5)                |
| 2004 | Lindsay Davenportová              | Magdalena Malejevová              | 6–4, 6–1                          |
| 2003 | Lindsay Davenportová              | Monika Selešová                   | 6–7(6–8), 6–1, 6–2                |
| 2002 | Martina Hingisová                 | Monika Selešová                   | 7–6(8–6), 4–6, 6–3                |
| 2001 | Lindsay Davenportová              | Martina Hingisová                 | 6–7(4–7), 6–4 6–2                 |
| 2000 | Martina Hingisová                 | Sandrine Testudová                | 6–3, 7–5                          |
| 1999 | Martina Hingisová                 | Amanda Coetzerová                 | 6–2, 6–1                          |
| 1998 | Lindsay Davenportová              | Martina Hingisová                 | 6–3, 6–3                          |
| 1997 | Martina Hingisová                 | Steffi Grafová                    | bez boje                          |
| 1996 | Iva Majoliová                     | Arantxa Sánchezová                | 6–4, 6–1                          |
| 1995 | Kimiko Dateová                    | Lindsay Davenportová              | 6–1, 6–2                          |
| 1994 | Steffi Grafová                    | Martina Navrátilová               | 6–2, 6–4                          |
| 1993 | Martina Navrátilová               | Larisa Neilandová                 | 6–2, 6–2                          |
| 1992 | Gabriela Sabatini                 | Martina Navrátilová               | 6–2, 4–6, 6–2                     |
| 1991 | Gabriela Sabatini                 | Martina Navrátilová               | 2–6, 6–2, 6–4                     |
| 1990 | Steffi Grafová                    | Arantxa Sánchezová                | 6–1, 6–2                          |
| 1989 | Martina Navrátilová               | Lori McNeilová                    | 6–7(3–7), 6–3, 7–6(7–5)           |
| 1988 | Pam Shriverová                    | Helena Suková                     | 7–5, 6–1                          |
| 1987 | Gabriela Sabatini                 | Manuela Malejevová                | 6–4, 7–6(6–8)                     |
| 1986 | Steffi Grafová                    | Manuela Malejevová                | 6–4, 6–2                          |
| 1985 | Manuela Malejevová                | Bonnie Gaduseková                 | 7–6(7–2), 3–6, 7–5                |
| 1984 | Manuela Malejevová                | Claudia Kohdeová-Kilschová        | 3–6, 6–4, 6–4                     |

### Čtyřhra
| Rok  | vítězky                                          | finalistky                                    | výsledek                          |
| ---- | ------------------------------------------------ | --------------------------------------------- | --------------------------------- |
| 2024 | Šúko Aojamová Eri Hozumiová                      | Ena Šibaharaová Laura Siegemundová            | 6–4, 7–6(7–3)                     |
| 2023 | Ulrikke Eikeriová Ingrid Neelová                 | Eri Hozumiová Makoto Ninomijová               | 3–6, 7–5, [10–5]                  |
| 2022 | Gabriela Dabrowská Giuliana Olmosová             | Nicole Melichar-Martinezová Ellen Perezová    | 6–4, 6–4                          |
| 2021 | nehráno kvůli pandemii koronaviru                | nehráno kvůli pandemii koronaviru             | nehráno kvůli pandemii koronaviru |
| 2020 | nehráno kvůli pandemii koronaviru                | nehráno kvůli pandemii koronaviru             | nehráno kvůli pandemii koronaviru |
| 2019 | Čan Chao-čching Latisha Chan                     | Sie Šu-wej Sie Jü-ťie                         | 7–5, 7–5                          |
| 2018 | Miju Katová Makoto Ninomijová                    | Andrea Sestini Hlaváčková Barbora Strýcová    | 6–4, 6–4                          |
| 2017 | Andreja Klepačová María José Martínez Sánchezová | Darja Gavrilovová Darja Kasatkinová           | 6–3, 6–2                          |
| 2016 | Sania Mirzaová Barbora Strýcová                  | Liang Čchen Jang Čao-süan                     | 6–1, 6–1                          |
| 2015 | Garbiñe Muguruzaová Carla Suárezová Navarrová    | Čan Chao-čching Čan Jung-žan                  | 7–5, 6–1                          |
| 2014 | Cara Blacková Sania Mirzaová                     | Garbiñe Muguruzaová Carla Suárezová Navarrová | 6–2, 7–5                          |
| 2013 | Cara Blacková Sania Mirzaová                     | Čan Chao-čching Liezel Huberová               | 4–6, 6–0, [11–9]                  |
| 2012 | Raquel Kopsová-Jonesová Abigail Spearsová        | Anna-Lena Grönefeldová Květa Peschkeová       | 6–1, 6–4                          |
| 2011 | Liezel Huberová Lisa Raymondová                  | Gisela Dulková Flavia Pennettaová             | 7–6(7–4), 0–6, [10–6]             |
| 2010 | Iveta Benešová Barbora Záhlavová-Strýcová        | Šachar Pe'erová Pcheng Šuaj                   | 6–4, 4–6, [10–8]                  |
| 2009 | Alisa Klejbanovová Francesca Schiavoneová        | Daniela Hantuchová Ai Sugijamová              | 6–4, 6–2                          |
| 2008 | Vania Kingová Naděžda Petrovová                  | Lisa Raymondová Samantha Stosurová            | 6–1, 6–4                          |
| 2007 | Lisa Raymondová Samantha Stosurová               | Vania Kingová Rennae Stubbsová                | 7–6(8–6), 3–6, 7–5                |
| 2006 | Lisa Raymondová Samantha Stosurová               | Cara Blacková Rennae Stubbsová                | 6–2, 6–1                          |
| 2005 | Janette Husárová Jelena Lichovcevová             | Lindsay Davenportová Corina Morariuová        | 6–4, 6–3                          |
| 2004 | Cara Blacková Rennae Stubbsová                   | Jelena Lichovcevová Magdalena Malejevová      | 6–0, 6–1                          |
| 2003 | Jelena Bovinová Rennae Stubbsová                 | Lindsay Davenportová Lisa Raymondová          | 6–3, 6–4                          |
| 2002 | Lisa Raymondová Rennae Stubbsová                 | Els Callensová Roberta Vinciová               | 6–1, 6–1                          |
| 2001 | Lisa Raymondová Rennae Stubbsová                 | Anna Kurnikovová Iroda Tuljaganovová          | 7–6(7–5), 2–6, 7–6(8–6)           |
| 2000 | Martina Hingisová Mary Pierceová                 | Alexandra Fusaiová Nathalie Tauziatová        | 6–4, 6–1                          |
| 1999 | Lindsay Davenportová Nataša Zverevová            | Martina Hingisová Jana Novotná                | 6–2, 6–3                          |
| 1998 | Martina Hingisová Mirjana Lučićová               | Lindsay Davenportová Nataša Zverevová         | 7–5, 6–4                          |
| 1997 | Lindsay Davenportová Nataša Zverevová            | Gigi Fernándezová Martina Hingisová           | 6–4, 6–3                          |
| 1996 | Gigi Fernándezová Nataša Zverevová               | Mariaan de Swardtová Irina Spirleaová         | 7–6(9–7), 6–3                     |
| 1995 | Gigi Fernándezová Nataša Zverevová               | Lindsay Davenportová Rennae Stubbsová         | 6–0, 6–3                          |
| 1994 | Elizabeth Smylieová Pam Shriverová               | Manon Bollegrafová Martina Navrátilová        | 6–3, 3–6, 7–6(7–3)                |
| 1993 | Martina Navrátilová Helena Suková                | Lori McNeilová Rennae Stubbsová               | 6–4, 6–3                          |
| 1992 | Arantxa Sánchezová Helena Suková                 | Martina Navrátilová Pam Shriverová            | 7–5, 6–1                          |
| 1991 | Kathy Jordanová Elizabeth Smylieová              | Mary Joe Fernandezová Robin Whiteová          | 4–6, 6–0, 6–3                     |
| 1990 | Gigi Fernándezová Elizabeth Smylieová            | Jo-Anne Faullová Rachel McQuillanová          | 6–2, 6–2                          |
| 1989 | Katrina Adamsová Zina Garrisonová                | Mary Joe Fernandezová Claudia K.-Kilschová    | 6–3, 3–6, 7–6(7–5)                |
| 1988 | Pam Shriverová Helena Suková                     | Gigi Fernándezová Robin Whiteová              | 4–6, 6–2, 7–6(7–5)                |
| 1987 | Anne Whiteová Robin Whiteová                     | Katerina Malejevová Manuela Malejevová        | 6–1, 6–2                          |
| 1986 | Bettina Bungeová Steffi Grafová                  | Katerina Malejevová Manuela Malejevová        | 6–1, 6–7(4–7), 6–2                |
| 1985 | Claudia Kohdeová-Kilschová Helena Suková         | Marcella Meskerová Elizabeth Smylieová        | 6–0, 6–4                          |
| 1984 | Claudia Kohdeová-Kilschová Helena Suková         | Elizabeth Smylieová Catherine Tanvierová      | 6–4, 6–4                          |

## Galerie

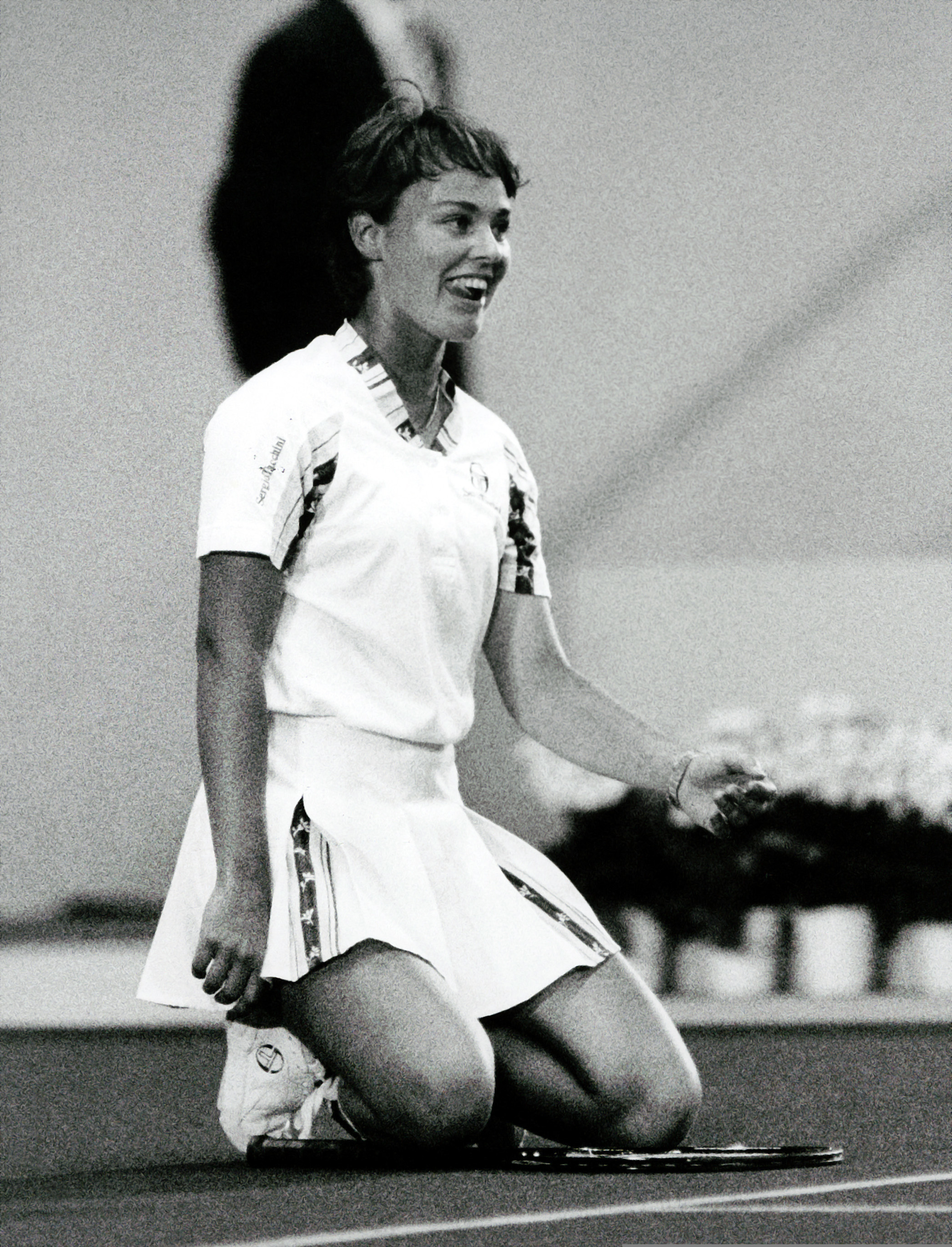
Martina Hingisová (1997)
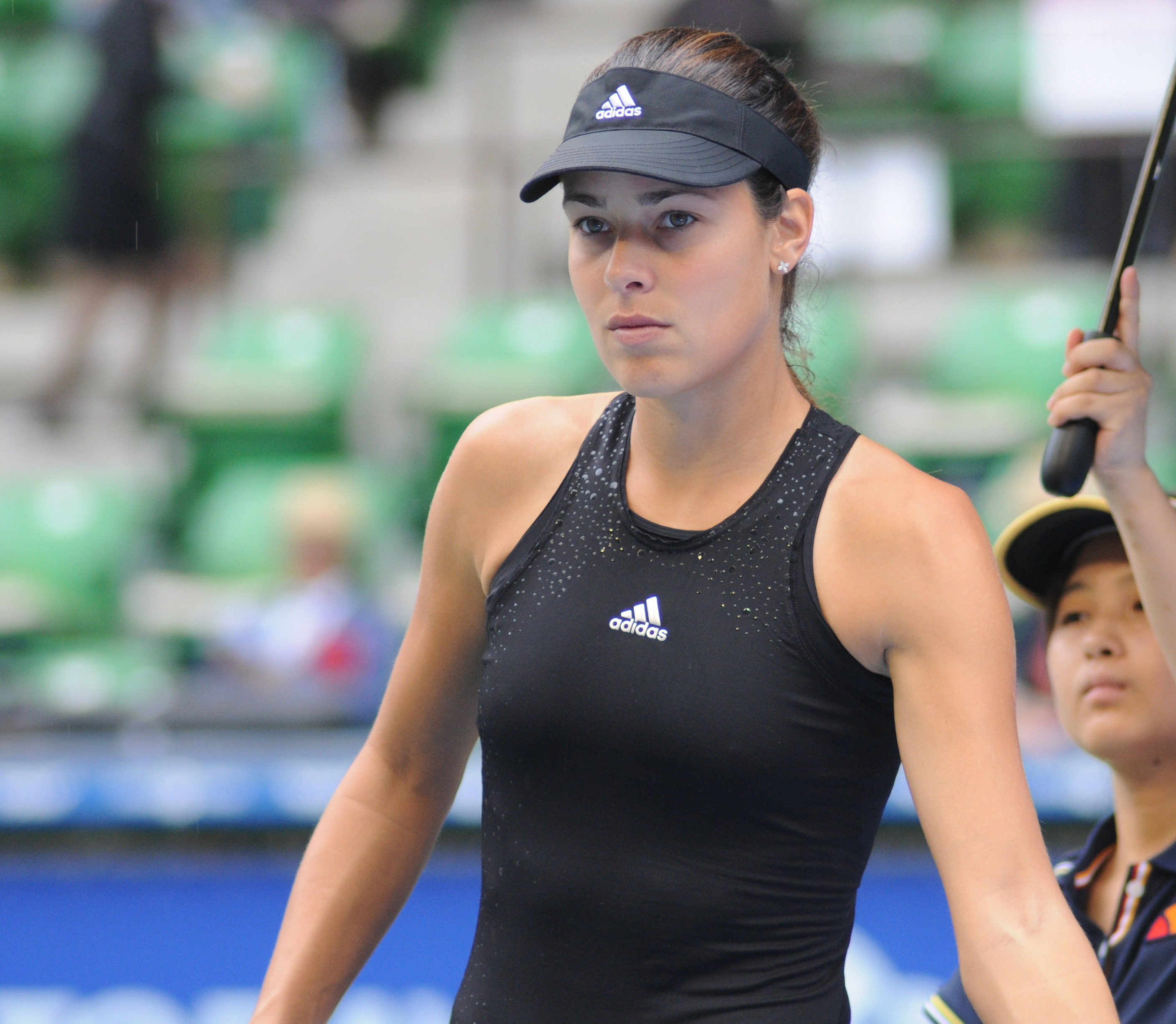
Ana Ivanovićová
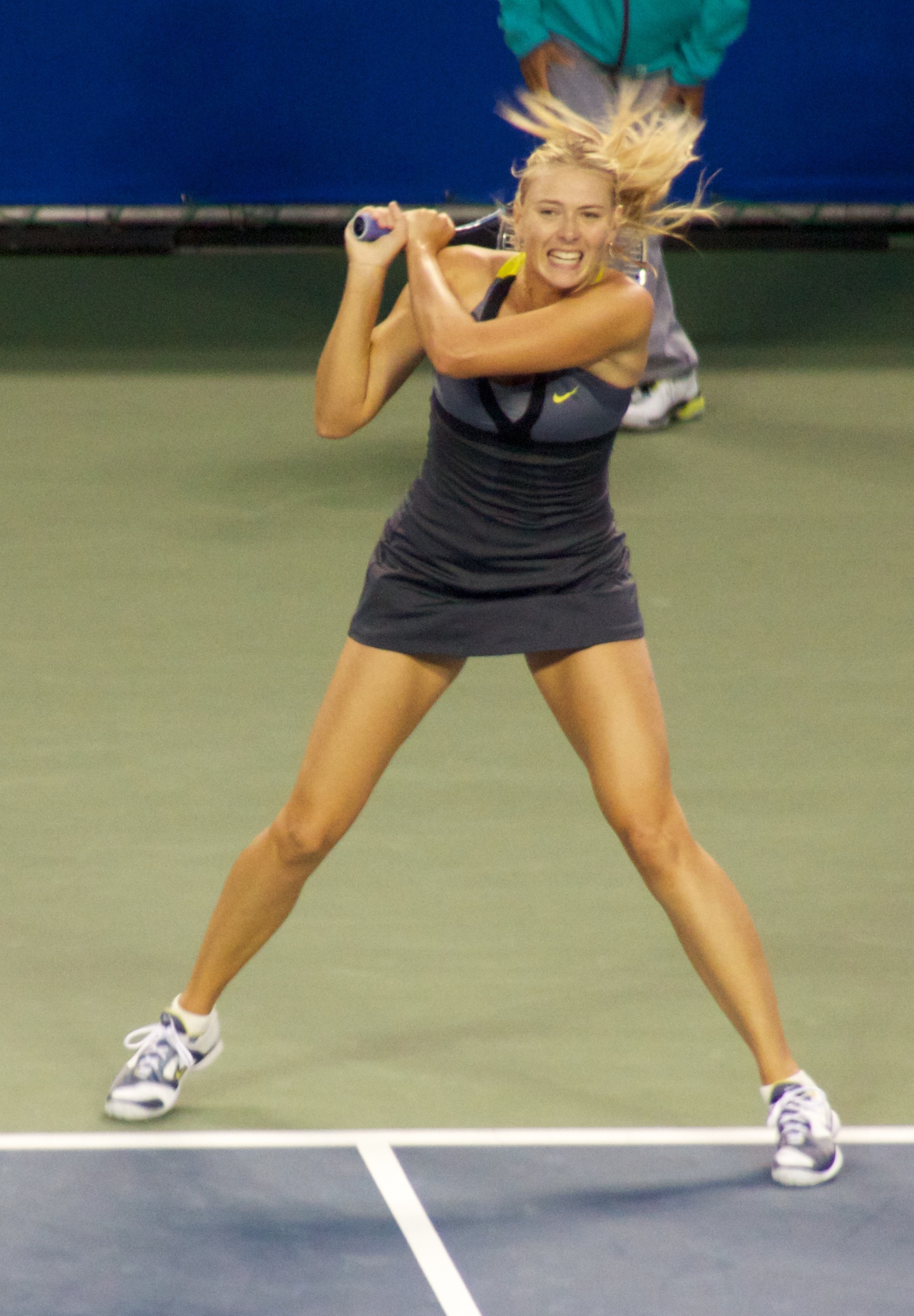
Maria Šarapovová
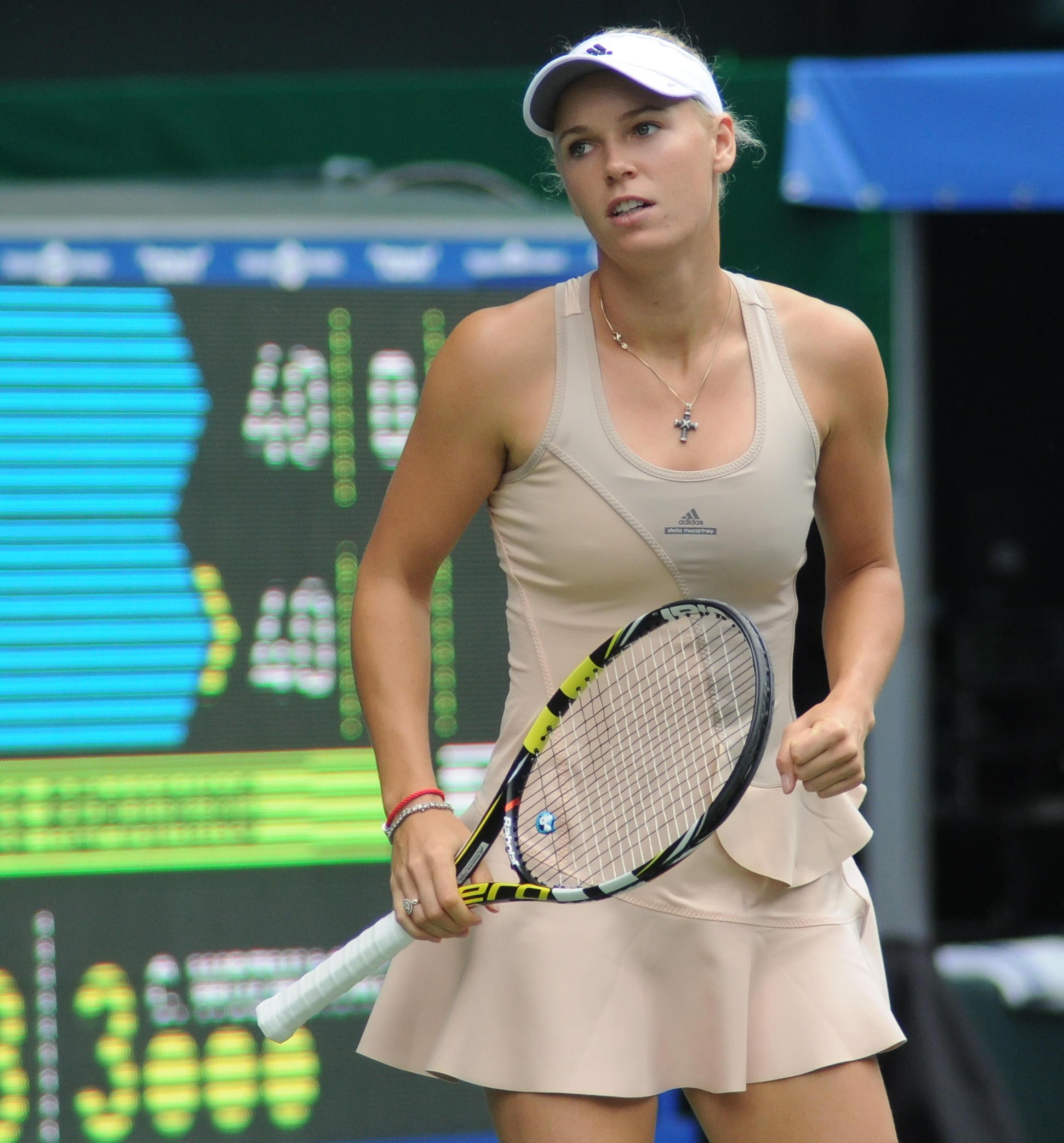
Caroline Wozniacká
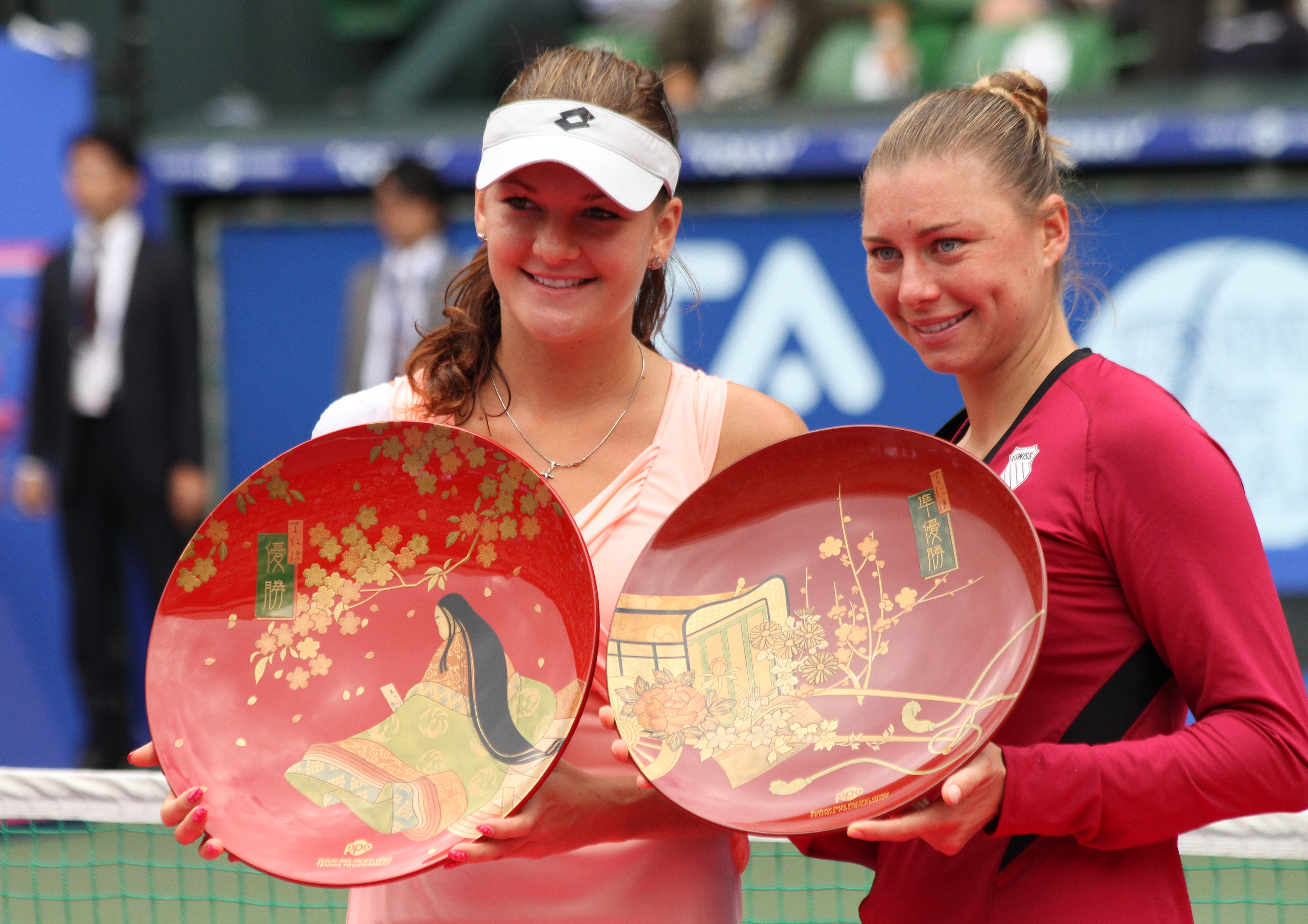
Agnieszka Radwańská a Věra Zvonarevová
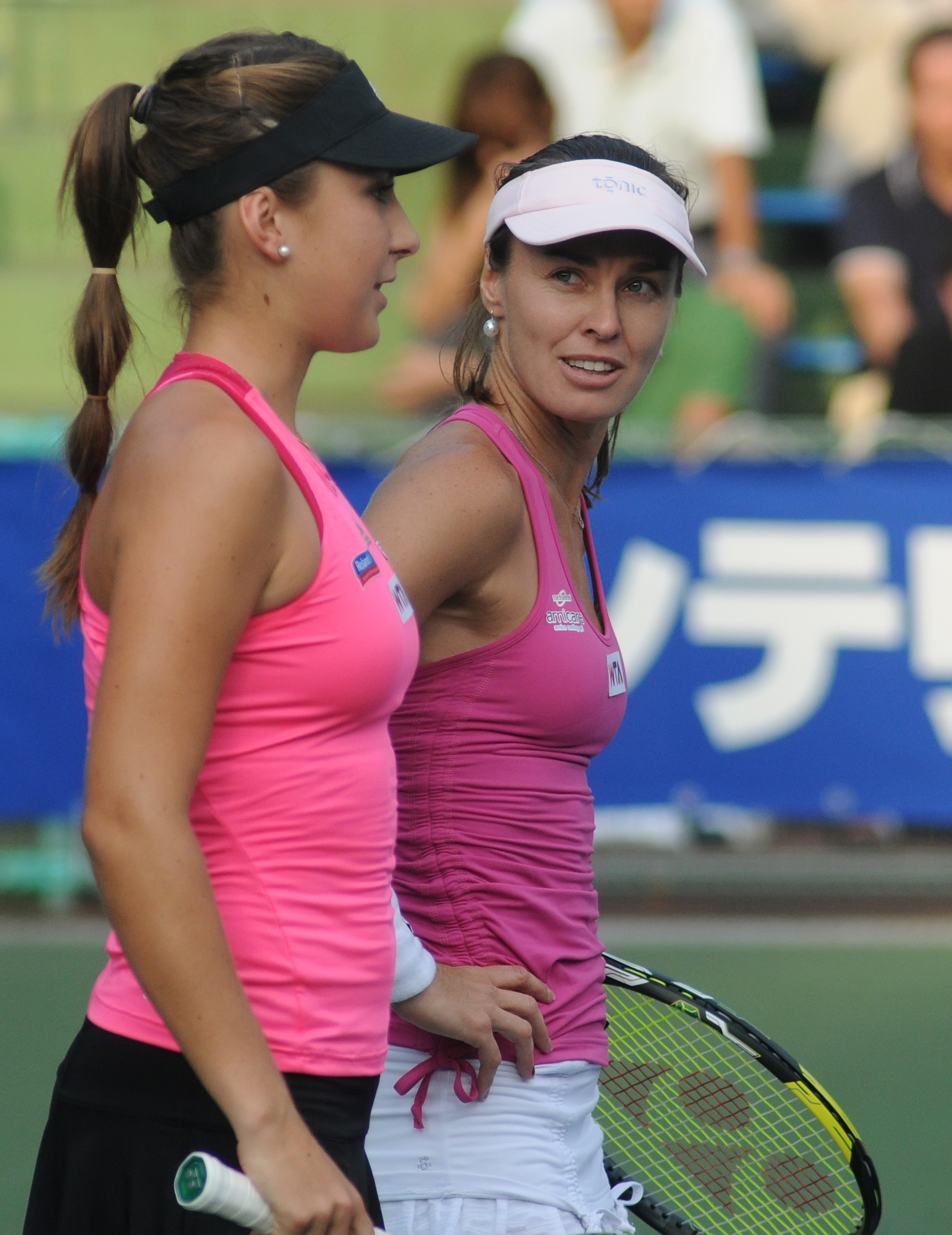
Martina Hingisová a Belinda Bencicová
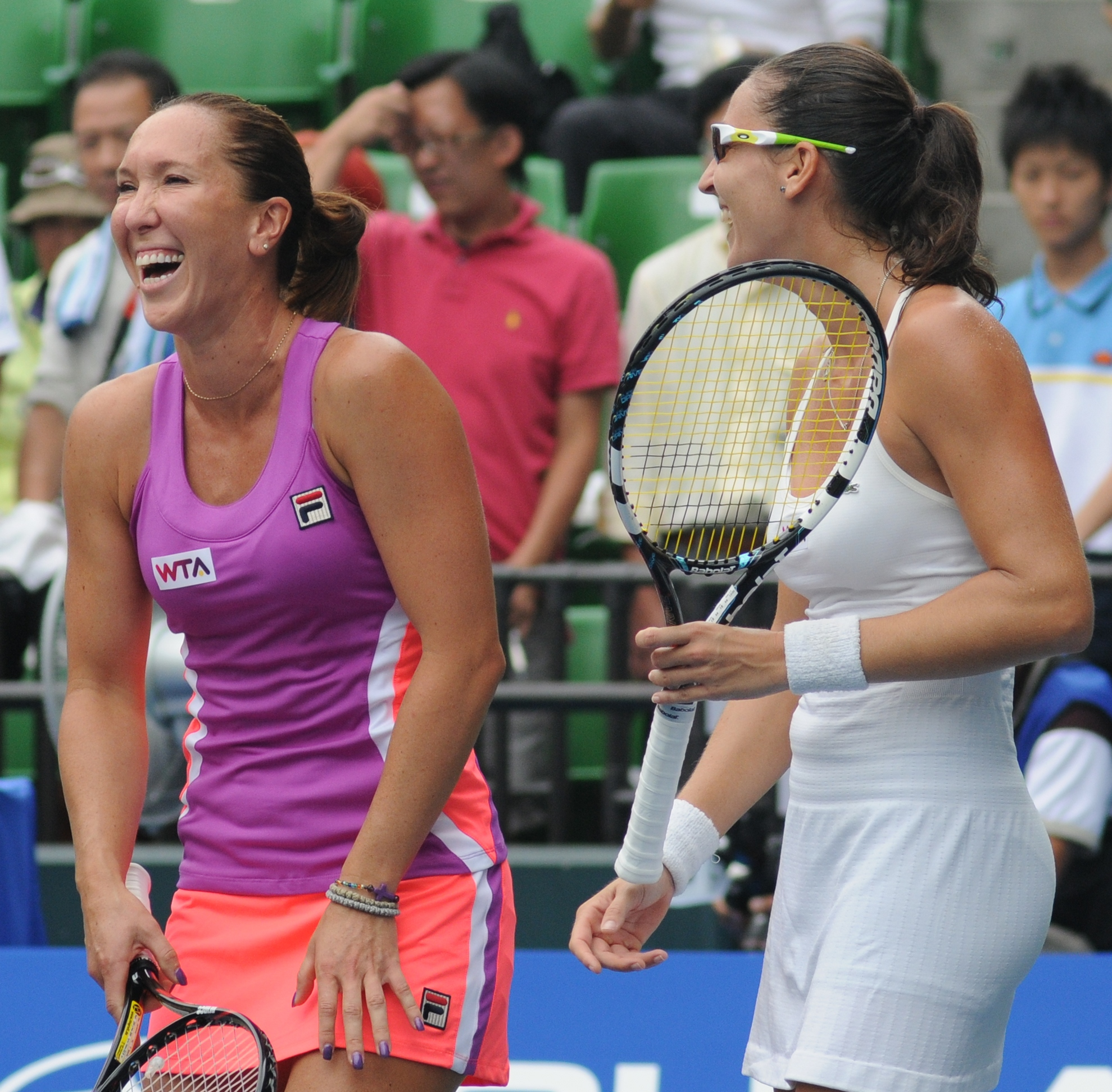
Jelena Jankovićová a Arantxa Parraová Santonjaová